# Torneo di Wimbledon 2013 - Doppio maschile per invito
Greg Rusedski e Fabrice Santoro erano i detentori del titolo, ma sono stati sconfitti in finale da Thomas Enqvist e Mark Philippoussis per 7–6(6), 6–3.

## Tabellone

### Legenda
| - Q = Qualificato - WC = Wild card - LL = Lucky loser | - ALT = Alternate - SE = Special Exempt - PR = Protected Ranking | - w/o = Walkover - r = Ritirato - d = Squalificato |

### Finale
|  | Finale                            |                                   |                                   |   |   |  |
|  |                                   |                                   |                                   |   |   |  |
|  | Greg Rusedski Fabrice Santoro     | Greg Rusedski Fabrice Santoro     | Greg Rusedski Fabrice Santoro     | 6 | 3 |  |
|  | Thomas Enqvist Mark Philippoussis | Thomas Enqvist Mark Philippoussis | Thomas Enqvist Mark Philippoussis | 7 | 6 |  |

### Gruppo A
|  |                                | Björkman Woodbridge | Gimelstob Martin  | Krajicek Petchey | Rusedski Santoro  | RR W–L | Set W–L | Game W–L | Posizione |
|  | Jonas Björkman Todd Woodbridge |                     | 6–3, 2–6, [10–12] | 7–6(1), 6–2      | 3–6, 6(4)–7       | 1–2    | 3–4     | 30–31    | 3         |
|  | Justin Gimelstob Todd Martin   | 3–6, 6–2, [12–10]   |                   | 6–1, 6–4         | 1–6, 6–4, [10–12] | 2–1    | 5–3     | 29–24    | 2         |
|  | Richard Krajicek Mark Petchey  | 6(1)–7, 2–6         | 1–6, 4–6          |                  | w/o               | 0–3    | 0–4     | 13–25    | 4         |
|  | Greg Rusedski Fabrice Santoro  | 6–3, 7–6(4)         | 6–1, 4–6, [12–10] | w/o              |                   | 3–0    | 4–1     | 24–16    | 1         |

La classifica viene stilata in base ai seguenti criteri: 1) Numero di vittorie; 2) Numero di partite giocate; 3) Scontri diretti (in caso di due giocatori pari merito ); 4) Percentuale di set vinti o di games vinti (in caso di tre giocatori pari merito ); 5) Decisione della commissione.

### Gruppo B
|  |                                   | Eltingh Haarhuis | Enqvist Philippoussis | Ferreira Wilkinson | Cowan Pioline | RR W–L | Set W–L | Game W–L | Posizione |
|  | Jacco Eltingh Paul Haarhuis       |                  | 4–6, 4–6              | 6–3, 7–6(3)        | 7–6(2), 6–2   | 2–1    | 4–2     | 34–29    | 2         |
|  | Thomas Enqvist Mark Philippoussis | 6–4, 6–4         |                       | 6–4, 6–4           | 6–4, 6–4      | 3–0    | 6–0     | 36–24    | 1         |
|  | Wayne Ferreira Chris Wilkinson    | 3–6, 6(3)–7      | 4–6, 4–6              |                    | 4–6, 2–6      | 0–3    | 0–6     | 23–37    | 4         |
|  | Barry Cowan Cédric Pioline        | 6(2)–7, 2–6      | 4–6, 4–6              | 6–4, 6–2           |               | 1–2    | 2–4     | 28–31    | 3         |

La classifica viene stilata in base ai seguenti criteri: 1) Numero di vittorie; 2) Numero di partite giocate; 3) Scontri diretti (in caso di due giocatori pari merito ); 4) Percentuale di set vinti o di games vinti (in caso di tre giocatori pari merito ); 5) Decisione della commissione.